# Armadillidium brentanum
Armadillidium brentanum is een pissebed uit de familie Armadillidiidae. De wetenschappelijke naam van de soort is voor het eerst geldig gepubliceerd in 1932 door Verhoeff.